# Reasons I Drink
«Reasons I Drink» es una canción de la cantante canadiense-estadounidense Alanis Morissette de su noveno álbum de estudio Such Pretty Forks in the Road (2020). Se lanzó como el sencillo principal del álbum el 2 de diciembre de 2019, a través de Epiphany Records.

## Antecedentes y lanzamiento
Morissette había estado trabajando en el álbum desde al menos mediados de 2017. Más tarde ese mes en el concierto tributo a Linkin Park en honor a Chester Bennington, Morissette fue invitada como invitada a interpretar «Castle of Glass» y una nueva canción suya llamada «Rest». En agosto de 2018, Laura Whitmore de la BBC Radio 5 Live, señaló que el nuevo álbum sería un 'registro de piano'.
En agosto de 2019, reveló que estaba trabajando con Alex Hope y Catherine Marks en su disco sin título. Meses después , confirmó oficialmente el álbum en diciembre de 2019, a su vez estrenó «Reasons I Drink».

## Presentaciones en vivo
Morissette interpretó la canción por primera vez en vivo en el Tonight Show Starring Jimmy Fallon el 5 de diciembre de 2019.

## Posicionamiento en listas
| Listas (2019-2020)                       | Mejor posición |
| ---------------------------------------- | -------------- |
| Bélgica (Ultratop) Wallonia              | 32             |
| Escocia (Official Charts Company)        | 99             |
| Eslovaquia (Radio Top 100)               | 49             |
| Escocia (Official Charts Company)        | 99             |
| Estados Unidos (Adult Alternative Songs) | 8              |
| Estados Unidos (Adult Top 40)            | 36             |
| Estados Unidos (Hot Rock Songs)          | 39             |
| Hungría (Rádio Top 100)                  | 3              |